# San Marinó-i labdarúgó-szuperkupa
A San Marinó-i labdarúgó-szuperkupa, vagy röviden San Marinó-i szuperkupa (olaszul: Trofeo Federale, azaz szövetségkupa) évenként megrendezett labdarúgótorna San Marinóban, melyet a nemzeti labdarúgó-szövetség ír ki és szervez meg.
A tornán kiírás szerint a bajnoki és a kupadöntő két-két csapata vesz részt.

## Eddigi győztesek
| - 1986: La Fiorita - 1987: La Fiorita - 1988: Virtus - 1989: Libertas - 1990: SP Domagnano - 1991: Tre Fiori - 1992: Libertas - 1993: Tre Fiori - 1994: SC Faetano - 1995: Cosmos - 1996: Libertas - 1997: Folgore/Falciano - 1998: Cosmos | - 1999: Cosmos - 2000: Folgore/Falciano - 2001: SP Domagnano - 2002: SP Cailungo - 2003: Pennarossa - 2004: SP Domagnano - 2005: Tre Penne - 2006: Murata - 2007: La Fiorita - 2008: Murata - 2009: Murata - 2010: Tre Fiori |

### Győzelmek száma szerint
3 győzelem
- SS Cosmos
- SP Domagnano
- La Fiorita
- Libertas
- Murata
- Tre Fiori

2 győzelem
- Folgore/Falciano

1 győzelem
- SP Cailungo
- Pennarossa
- Tre Penne

## Külső hivatkozások
- Trofeo Federale Archiválva 2012. február 5-i dátummal a Wayback Machine-ben a San Marinó-i labdarúgó-szövetség hivatalos oldalán (olaszul)
- A Trofeo Federale győztesei az rsssf.com-on (angolul)